# Antoine Khoury
Antoine Khoury, né en 1938 à Saida, est un homme politique libanais.
Diplômé en médecine générale de l'université Saint-Joseph de Beyrouth puis de cardiologie de l’université de Bordeaux, il exerce dans plusieurs hôpitaux libanais, notamment à la Clinique Rizk.
Proche du président du Parlement Nabih Berri, celui-ci le prend sur sa liste électorale en 2000, et il est élu député grec catholique de Jezzine. Il est réélu à ce poste en 2005 et fait partie du Bloc de la résistance et du développement dirigé par Berri. Il perd son poste lors des élections de 2009. 
En 2000, il est directeur général de l'office des céréales et de la betteraves sucrières pour le ministère de l'Économie. 